# Corynebacterium pseudotuberculosis
Corynebacterium pseudotuberculosis es una especie del género Corynebacterium. Son bacterias del tipo bacilos gram positivos, inmóviles, anaerobio facultativos. Posee varias toxinas, entre ellas la fosfolipasa-D (PLD) y la toxina diftérica. Forma colonias blanco-amarillentas cuando son sembradas en agar sangre. Causan Beta hemólisis.
Produce patologías en rumiantes, siendo las más importantes los abortos y abscesos en equinos y  Linfadenitis Caseosa en ovinos.
En el ser humano también se pueden desarrollar linfadenitis, así como abscesos y neumonías en personas en contacto con los animales infectados.  
El tratamiento puede efectuarse mediante tetraciclina o eritromicina.